# Ricardo Vargas
Ricardo David Vargas Jacobo (né le 21 novembre 1997 à Cuernavaca) est un nageur mexicain, spécialiste de demi-fond.
Il remporte deux titres et deux médailles d'argent lors des Jeux d'Amérique centrale et des Caraïbes de 2018 à Barranquilla.